# Tracey McBean
Tracey McBean ist eine australische Zeichentrickserie von Southern Star Entertainment und Film Australia. Erstausgestrahlt wurde sie von 2001 bis 2006 auf ABC Kids in Australien und von 2002 bis 2008 auf dem KiKA in Deutschland. Regie führten Craig Handley und Steve Cooper.

## Inhalt
Die Hauptfigur Tracey ist ein junges neunjähriges Mädchen, das mit ihrem besten Freund Shamus zur Schule geht. Gemeinsam nutzen sie Traceys Erfindungen für alle möglichen Zwecke, zum Beispiel für Schulwettbewerbe oder einfach zum Spaß. Tracey lebt in einem Haus und Shamus im fünfzehnten Stock eines hohen Wohnhauses. Shamus liebt die biologische Gartenarbeit und Tracey liebt es, Geräte und Vorrichtungen zu erfinden. Tracey nutzt zum Erfinden einen Wohnwagen in ihrem Hinterhof. Der Wohnwagen ist weiß mit einem horizontalen dicken roten Streifen und verfügt über eine Antenne, einen Computer und viele Geräte und Teile darin. Traceys jüngere Schwester Megan nervt Tracey oft so sehr, dass sie etwas erfindet, um diesem Ärger ein Ende zu setzen. Die Antagonisten sind die McConnolly-Brüder, die Traceys Schule besuchen. Sie sind oft Rivalen von McBean, obwohl ihnen viel Intelligenz fehlt, und oft sind sie entweder Schuldige oder verärgert über Tracey und Shamus. Jim McConnolly ist der Anführer und zeichnet sich durch seine blaue Mütze und den Pullover mit hohem Kragen aus, von denen nur Nase, Ohren und langes blondes Haar zu sehen sind. Seine Turnschuhe haben einen extremen Geruch, der sogar stark genug ist, um ihn als Waffe oder Werkzeug zu verwenden, um Essen oder andere Gegenstände von Mitschülern zu erbeuten. Jake McConnolly ist der fettleibige und meist dämliche Bruder, der manchmal ein merkwürdiges Maß an Intelligenz zeigt, aber nur kurz für einen amüsanten Wert. Er hat braune Haare. McBeans Erzrivale, mit gleicher oder geringerer Intelligenz, aber weniger Moral, ist Laszlo, ein junges Mitglied des Wissenschaftsclubs. In den meisten Episoden erfindet Tracey in guter Absicht ein Gerät, um ihren Freunden und ihrer Familie in einer Situation zu helfen. Dies führt jedoch zu einer kleinen Katastrophe oder einem Misserfolg und sie muss eine Lösung finden. Obwohl sie auf ihren wissenschaftlichen Fähigkeiten und ihrem technischen Wissen basiert, weist die Serie selten eine wissenschaftliche Grundlage für ihre Erfindungen auf und viele haben eine fantastische Kraft oder eine extrem übertriebene Funktion.

## Figuren
| Figur           | Originalsprecher                               | Deutscher Sprecher |
| --------------- | ---------------------------------------------- | ------------------ |
| Tracey McBean   | Roslyn Oades                                   | Julia Meynen       |
| Jim McConnelly  | Akmal Saleh                                    |                    |
| Jake McConnelly | Dan Wyllie                                     | Tobias Müller      |
| Megan McBean    | Meaghan Davies                                 |                    |
| Direktor        |                                                | Eberhard Prüter    |
| weitere Rollen  | Jimmy Hibbert Alice Ley Lisa Bailey Kevin Seal |                    |

- Tracey McBean: Hauptfigur, Erfinderin. Sie führt durch jede Episode als Erzählerin.
- Shamus Wong: Traceys bester Freund
- Die McConnelly Brüder: Antagonisten
  - Jim McConnelly
  - Jake McConnelly
- Traceys Familie:
  - Megan McBean: Tracey's kleine Schwester voiced by Meaghan Davies (final series)
  - Mr. & Mrs. McBean: Tracey's parents
  - Gordon McBean: Traceys Bruder.
  - Morris and Sandy: Tracey's Katze und Hund.
- Schule:
  - Mrs Carmody: Traceys Lehrerin.
  - Mr Longbottom: Der Schuldirektor
- Laszlo: Traceys Rivale.
- Shamus' Familie: Er hat drei ältere Brüder, einen Vater und eine Mutter.

## Episodenliste

### Staffel 1
| Nr. (ges.) | Nr. (St.) | Deutscher Titel                                   | Originaltitel                               | Erstausstrahlung AUS | Deutschsprachige Erstausstrahlung () |
| ---------- | --------- | ------------------------------------------------- | ------------------------------------------- | -------------------- | ------------------------------------ |
| 1          | 1         | „Über kurz oder lang“ & „Eine gewagte Wette“      | „Stretching Machine“ & „Family Power“       | k. A.                | 4. Dez. 2002                         |
| 2          | 2         | „König Gordon“ & „Gesucht und gefunden“           | „Gordon the King“ & „Lost Thing Finder“     | k. A.                | 5. Dez. 2002                         |
| 3          | 3         | „Alles Gute zum Geburtstag!“ & „Die Doppelgänger“ | „Mom's Birthday“ & „Multiplication“         | k. A.                | 6. Dez. 2002                         |
| 4          | 4         | „Mehr Taschengeld!“ & „Freundschaft siegt“        | „Pocket Money“ & „School Camp“              | k. A.                | 9. Dez. 2002                         |
| 5          | 5         | „Köpfchen, Köpfchen!“ & „Schöne Ferien!“          | „Brain Machine“ & „Local Weather“           | k. A.                | 10. Dez. 2002                        |
| 6          | 6         | „Lampenfieber“ & „Das Ungeheuer vom See“          | „Stage Fright“ & „Park Monster“             | k. A.                | 11. Dez. 2002                        |
| 7          | 7         | „Megan, die Unsichtbare“ & „Das große Rennen“     | „Invisible Megan“ & „The Great Race“        | k. A.                | 12. Dez. 2002                        |
| 8          | 8         | „Maske statt Mathe“ & „Ein Fahrrad für Shamus“    | „Fancy Dress“ & „Rainbow“                   | k. A.                | 13. Dez. 2002                        |
| 9          | 9         | „Roboter Tracey“ & „Hoppe, hoppe Reiter …“        | „Robo Tracey“ & „Horsing Around“            | k. A.                | 16. Dez. 2002                        |
| 10         | 10        | „Schnelle Schuhe“ & „Shamus, der Gärtner“         | „Zoom Boots“ & „Bugs“                       | k. A.                | 17. Dez. 2002                        |
| 11         | 11        | „Schlag auf Schlag“ & „Willkommen im Club“        | „Finding the Beat“ & „Gordon's Bed“         | k. A.                | 18. Dez. 2002                        |
| 12         | 12        | „Nachhilfe für Gordon“ & „Abenteuer mit Eltern“   | „Gordon's Makeover“ & „Ultimate Jungle Gym“ | k. A.                | 19. Dez. 2002                        |
| 13         | 13        | „Die Bewährungsprobe“ & „Sommersprossenalarm“     | „Fallout“ & „Freckle Frenzy“                | k. A.                | 20. Dez. 2002                        |

### Staffel 2
In Australien wurden die zweite und dritte Staffel als zweite Staffel erst ausgestrahlt.
| Nr. (ges.) | Nr. (St.) | Deutscher Titel                                   | Originaltitel                                | Erstausstrahlung AUS | Deutschsprachige Erstausstrahlung () |
| ---------- | --------- | ------------------------------------------------- | -------------------------------------------- | -------------------- | ------------------------------------ |
| 14         | 1         | „Spürnase Tracey“ & „Der Pechvogel“               | „Sherlock Tracey“ & „Bad Luck Lee“           | k. A.                | 6. Sep. 2005                         |
| 15         | 2         | „Zauberhafte Haare“ & „Mit allen Mitteln“         | „Bald Bob“ & „Marble Mania“                  | k. A.                | 7. Sep. 2005                         |
| 16         | 3         | „Der Wahlkampf“ & „Sprechende Pflanzen“           | „Election“ & „The Vegetable That Cried Wolf“ | k. A.                | 8. Sep. 2005                         |
| 17         | 4         | „Der Weltrekord“ & „Ein echter Gentleman“         | „World Record“ & „Gentleman Jim“             | k. A.                | 9. Sep. 2005                         |
| 18         | 5         | „Ein großes Ereignis“ & „Klein, aber laut“        | „Big Things“ & „The McConnelly Cousin“       | k. A.                | 12. Sep. 2005                        |
| 19         | 6         | „Die magische Karte“ & „Zwei Seelen – ein Shamus“ | „13“ & „Anti-Shamus“                         | k. A.                | 13. Sep. 2005                        |
| 20         | 7         | „Aufstand der Teddybären“ & „Der Außerirdische“   | „Teddys“ & „Galaxy Blazers“                  | k. A.                | 14. Sep. 2005                        |
| 21         | 8         | „Die Belastungsprobe“ & „Der Schmutz-Magnet“      | „Party On“ & „Dirt Magnet“                   | k. A.                | 15. Sep. 2005                        |
| 22         | 9         | „In der Zeitschleife“ & „Film ab!“                | „Time Skip“ & „Lights, Camera, Action“       | k. A.                | 16. Sep. 2005                        |
| 23         | 10        | „Die Superwelle“ & „Viele Tiere, viel Arbeit“     | „Surfbuster“ & „Zoo Story“                   | k. A.                | 19. Sep. 2005                        |
| 24         | 11        | „Ärger im Märchenland“ & „Megan ist verschnupft“  | „Fairy Tales“ & „Swap“                       | k. A.                | 20. Sep. 2005                        |
| 25         | 12        | „Wasser für alle“ & „Dabeisein ist alles“         | „A Trifling Master“ & „On Ice“               | k. A.                | 21. Sep. 2005                        |
| 26         | 13        | „Gordon gibt Gas“ & „Die Macht der Träume“        | „Go!, Gordon!, Go!“ & „Lost Muse“            | k. A.                | 22. Sep. 2005                        |

### Staffel 3
In Australien wurden die zweite und dritte Staffel als zweite Staffel erst ausgestrahlt. Die Folgen der dritten Staffel wurden in Deutschland zudem in einer anderen Reihenfolge als in Australien erst ausgestrahlt, sodass die deutschen Titel und die Australischen Titel in der Liste nicht zusammengehören müssen. Die Staffel ist nach der deutschen Erstausstrahlung sortiert.
| Nr. (ges.) | Nr. (St.) | Deutscher Titel                                                 | Originaltitel                                 | Erstausstrahlung AUS | Deutschsprachige Erstausstrahlung (D) |
| ---------- | --------- | --------------------------------------------------------------- | --------------------------------------------- | -------------------- | ------------------------------------- |
| 27         | 1         | „Jim am Drücker“ & „Alles für die Katz“                         | „Overdue“ & „Jim in Charge“                   | k. A.                | 25. Nov. 2007                         |
| 28         | 2         | „Ich bin Du“ & „Irren ist menschlich“                           | „Stuck on You“ & „Jurassic Tracey“            | k. A.                | 2. Dez. 2007                          |
| 29         | 3         | „Innere Schönheit“ & „Wie die Kletten“                          | „Jim's Curse“ & „Away“                        | k. A.                | 9. Dez. 2007                          |
| 30         | 4         | „Jurassic Tracey“ & „Wiedersehen macht Freude“                  | „Clowning Around“ & „Big Nick“                | k. A.                | 16. Dez. 2007                         |
| 31         | 5         | „Der Fluch der McConnellys“ & „Der wahre Clown“                 | „Socks“ & „To The Top“                        | k. A.                | 23. Dez. 2007                         |
| 32         | 6         | „Nick der Große“ & „Voll von den Socken“                        | „Boss Tracey“ & „Where The Wind Blows Tracey“ | k. A.                | 30. Dez. 2007                         |
| 33         | 7         | „Der Berg ruft“ & „Boss Tracey“                                 | „Rubbish“ & „Wild Times“                      | k. A.                | 6. Jan. 2008                          |
| 34         | 8         | „Himmel Donnerwetter“ & „Der Abfall fällt nicht weit vom Stamm“ | „Come Back Kitty“ & „Remote Control“          | k. A.                | 13. Jan. 2008                         |
| 35         | 9         | „Der Ruf der Wildnis“ & „Zapp und Hopp“                         | „Quiz Show“ & „Radio Jim“                     | k. A.                | 20. Jan. 2008                         |
| 36         | 10        | „Quiz Show“ & „Radio Jim“                                       | „Mystery Girl“ & „Of Lice And Tracey“         | k. A.                | 27. Jan. 2008                         |
| 37         | 11        | „Party-Chaos für Gordon“ & „Die geheimnisvolle Heldin“          | „Escape“ & „Game On“                          | k. A.                | 3. Feb. 2008                          |
| 38         | 12        | „Von Läusen und Mädchen“ & „Kleine Fluchten“                    | „The Makeover“ & „Inner Beauty“               | k. A.                | 10. Feb. 2008                         |
| 39         | 13        | „Neues Spiel, Neues Glück“ & „Die kleine Miss Tracey“           |                                               | k. A.                | 17. Feb. 2008                         |

### Series Finale Movie Special
- 39. It’s Really Tracey McBean's Big Movie Special!

## Awards
- 2003 Australian Writers’ Guild Awgie Award, Children’s Television category – winner.
- 2004 Silver Logie for Most Outstanding Children’s Program – winner.
- 2006 Australian Writers’ Guild Awgie Award – winner.[1]